# Itaituba (flygplats)
Itaituba är en flygplats i Brasilien.   Den ligger i kommunen Itaituba och delstaten Pará, i den centrala delen av landet, 1 600 km nordväst om huvudstaden Brasília. Itaituba ligger 33 meter över havet.
Terrängen runt Itaituba är platt. Närmaste större samhälle är Itaituba, 4,2 km sydost om Itaituba.
Omgivningarna runt Itaituba är en mosaik av jordbruksmark och naturlig växtlighet. Trakten runt Itaituba är nära nog obefolkad, med mindre än två invånare per kvadratkilometer.